# Arhyssus validus
Arhyssus validus är en insektsart som först beskrevs av Philip Reese Uhler 1893.  Arhyssus validus ingår i släktet Arhyssus och familjen smalkantskinnbaggar. Inga underarter finns listade i Catalogue of Life.